# 舍农
舍农（法語：Chenon，法語發音：[ʃənɔ̃]）是法国夏朗德省的一个市镇，位于该省北部，属于孔福朗区。

## 地理
舍农（45°56'31"N, 0°14'17"E）面积10.48 平方千米，位于法国新阿基坦大区夏朗德省，该省份为法国西部内陆省份，北起德塞夫勒省和维埃纳省，东临上维埃纳省，东南至多尔多涅省，南至多爾多涅省，西接滨海夏朗德省。
与舍农接壤的市镇（或旧市镇、城区）包括：洛讷、普尔萨克、夏朗德河畔韦尔特伊、夏朗德河畔欧纳克。

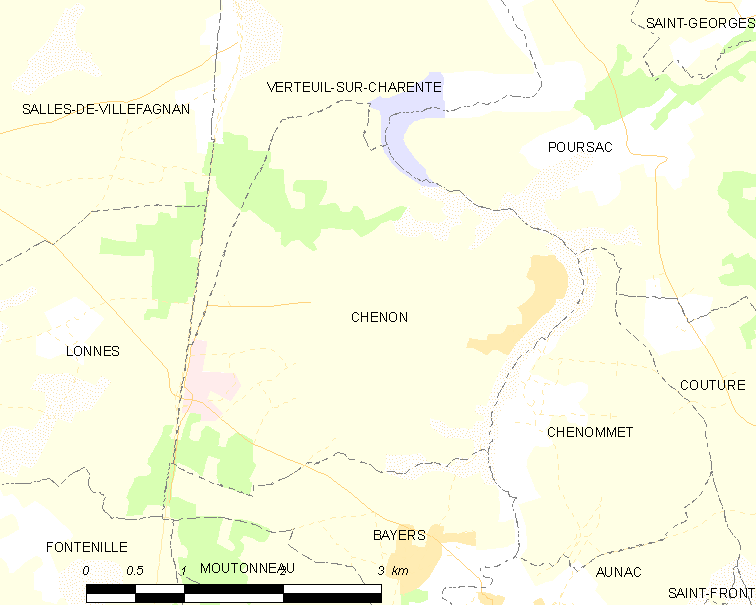
舍农的OSM定位图

舍农的时区为UTC+01:00、UTC+02:00（夏令时）。

## 行政
舍农的邮政编码为16460，INSEE市镇编码为16095。

## 政治
舍农所属的省级选区为布瓦克斯-芒卢瓦县。

## 人口

1962-2008年间舍农人口变化图示

舍农于2022年1月1日时的人口数量为125人。